# Daniel Chodowiecki
Daniel Mikołaj Chodowiecki (ur. 16 października 1726 w Gdańsku, zm. 7 lutego 1801 w Berlinie) – polsko-niemiecki malarz i rysownik.

## Życiorys i pochodzenie
Urodził się w Gdańsku ze związku hugenotki, córki złotnika Daniela Ayrera, Marie Henriette, urodzonej w Szwajcarii, oraz Gotfryda Chodowieckiego, wywodzącego się ze strony ojca od szlachty polskiej spod Gniezna. Jego dziadek Christian Chodowiecki był kupcem i ze względu na interesy zdecydował się osiąść w Gdańsku, gdzie zajął się handlem zbożem. Początkowo zgodnie z rodzinną tradycją Daniel również wykonywał zawód kupca. W siedemnastym roku życia wysłano go na praktykę handlową do Berlina, gdzie spędził większość życia. Został tam dyrektorem Pruskiej Akademii Sztuki.

Pomimo mieszkania w Niemczech Chodowiecki czuł się po trosze Francuzem (ze względu na matkę, pochodzącą z hugenockiej rodziny), po trosze gdańszczaninem i Polakiem. Po rozbiorze Polski w 1772 roku napisał do hrabiny Solms-Laubach: 

Z ojca jestem Polakiem, potomkiem dzielnego narodu, który wkrótce przestanie istnieć.

 Natomiast w liście do Józefa Łęskiego napisał z kolei: 

Za zaszczyt sobie poczytuję być prawdziwym Polakiem, chociaż jako pierwszy z Chodowieckich w Niemczech osiadłem.

 Część swojej twórczości poświęcił Polsce oraz polskim tematom historycznym. Najbardziej znany w Polsce jest cykl jego 108 rysunków powstałych w roku 1773 podczas dwumiesięcznego pobytu u matki w Gdańsku; z kolei nieznane szerzej pozostają 2 kalendarzyki wydane w Berlinie - pierwszy z nich, z 1796, przedstawia polskie postacie i wydarzenia historyczne (Piast i Rzepicha, sejm piotrkowski, Kopernik, Władysław IV, Sobieski z ces. Leopoldem, August II, Stanisław Leszczyński, Stanisław August, Kościuszko, gen. Madaliński), mapę Polski Sotzmanna i Warszawy Heunnequina, drugi, z 1797 - sceny z życia Stanisława Leszczyńskiego wraz z typami polskiej szlachty, mieszczaństwa, chłopstwa oraz polskiego wojska. Był też autorem obrazu Konstytucja 3 maja.
Daniel miał brata Jana Sereniusza, ministra braci czeskich.

## Twórczość

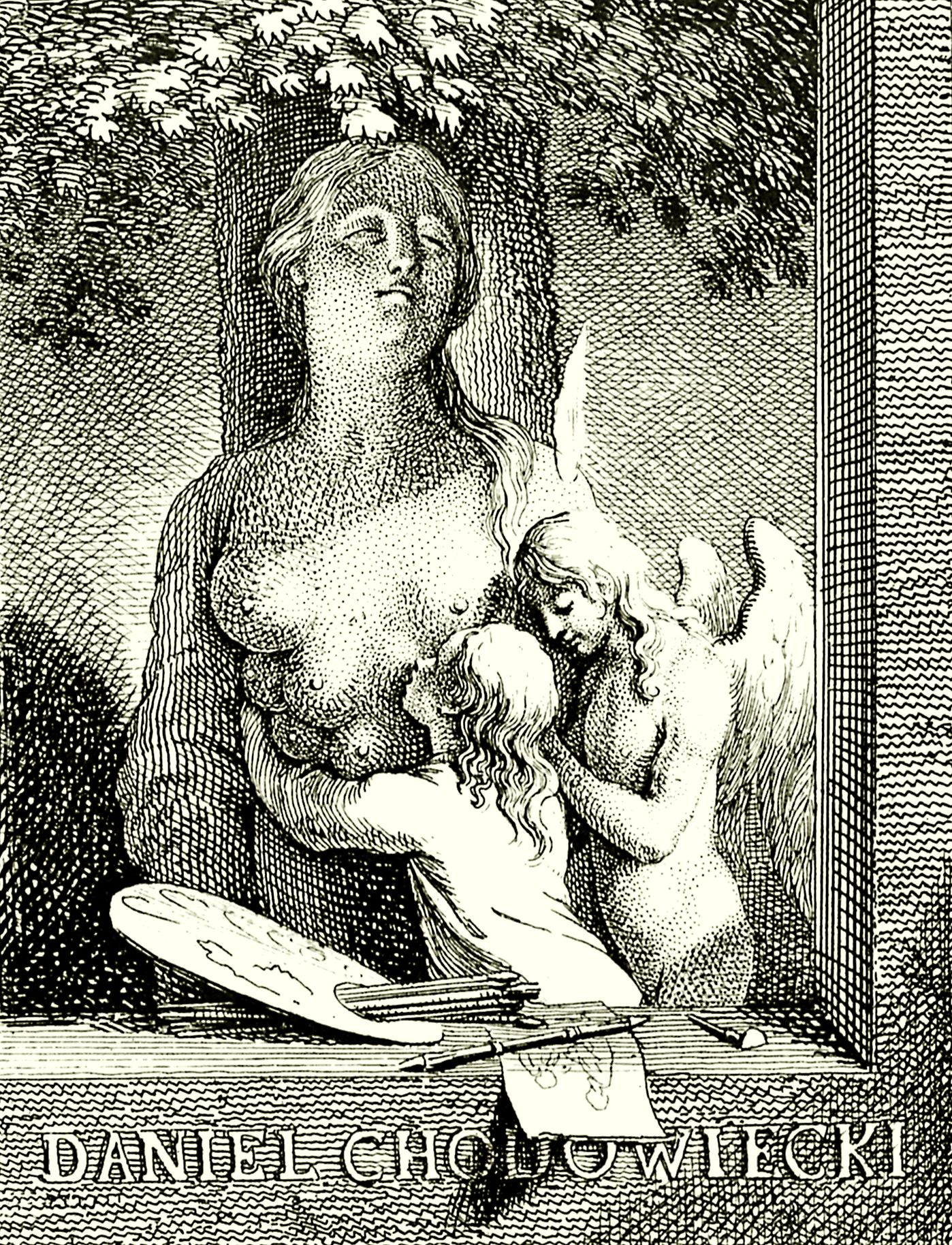
Ekslibris Daniela Chodowieckiego

W latach pięćdziesiątych XVIII wieku poświęcił się malarstwu, następnie zainteresował się akwafortą i z czasem stał się wziętym ilustratorem książek. Swymi dziełami zwrócił uwagę berlińskiej Akademii Umiejętności, która zleciła mu wykonanie ilustracji do wydawanego przez siebie kalendarza. Od tego czasu zaczął otrzymywać liczne zamówienia. Jeden z poetów, którego tomik ozdobiły grafiki Chodowieckiego, napisał, że „gdyby Chodowieckiego nie było – cały szereg książek nie znalazłby czytelnika”. Z jego licznych obrazów zachowało się tylko 30 (w tym 2 znajdujące się w gdańskim Muzeum Narodowym). Stworzył prawie 4 tysiące rysunków oraz ponad 2 tysiące sztychów (rycin), wykonanych przeważnie techniką akwaforty oraz wiele scen rodzajowych z życia mieszczaństwa – zwykle w technice tuszu i piórka.
Wydany w 1774 traktat Das Elementarwerks autorstwa Johannesa Basedowa, za sprawą swojej formy i treści odmienił oblicze osiemnastowiecznej edukacji. Czterotomowe dzieło ilustrowane przez Daniela Chodowieckiego zawierało całokształt ówczesnej wiedzy o świecie ujętej w sposób przystępny dla młodych odbiorców.
Rysunki Chodowieckiego były inspiracją dla reżysera Stanleya Kubricka i scenografa Kena Adama przy tworzeniu filmu Barry Lyndon (1975). Adam za scenografię do tego obrazu otrzymał Oscara. Do fascynacji pracami Chodowieckiego przyznawali się także Johann Wolfgang von Goethe i Günter Grass.

## Upamiętnienie
- W 1992 roku Günter Grass założył Fundację im. Daniela Chodowieckiego z siedzibą w Akademii Sztuk w Berlinie, której celem jest współpraca między artystami niemieckimi i polskimi. Od 1993 roku organizuje Konkurs o Nagrodę im. Daniela Chodowieckiego na polski rysunek i grafikę[8].
- W Gdańsku, Krakowie, Sopocie i Berlinie znajdują się ulice poświęcone Danielowi Chodowieckiemu.
- Jest patronem tramwaju Pesa Swing 120NaG SWING Gdańskich Autobusów i Tramwajów o numerze bocznym 1018[9] oraz dzwonu a2 carillonu Ratusza Głównego Miasta w Gdańsku[10].
- 16 października 2020 miał premierę film animowany "Chodowiecki" w reżyserii Jakuba Pączka poświęcony Danielowi Chodowieckiemu i oparty na jego "ożywionych" grafikach. Film jest dostępny za darmo w Internecie pod adresem www.Chodowiecki.com[11].

- W maju 2023 r. do Muzeum Gdańska trafiły portrety przedstawiające Daniela Chodowieckiego i jego żonę Jeanne Chodowiecką, zakupione na aukcji w Berlinie. W listopadzie tegoż roku zostały one wyeksponowane w Domu Uphagena. Wspomniany portret Chodowieckiego jest pierwszym w zbiorach Muzeum wizerunkiem artysty[12].

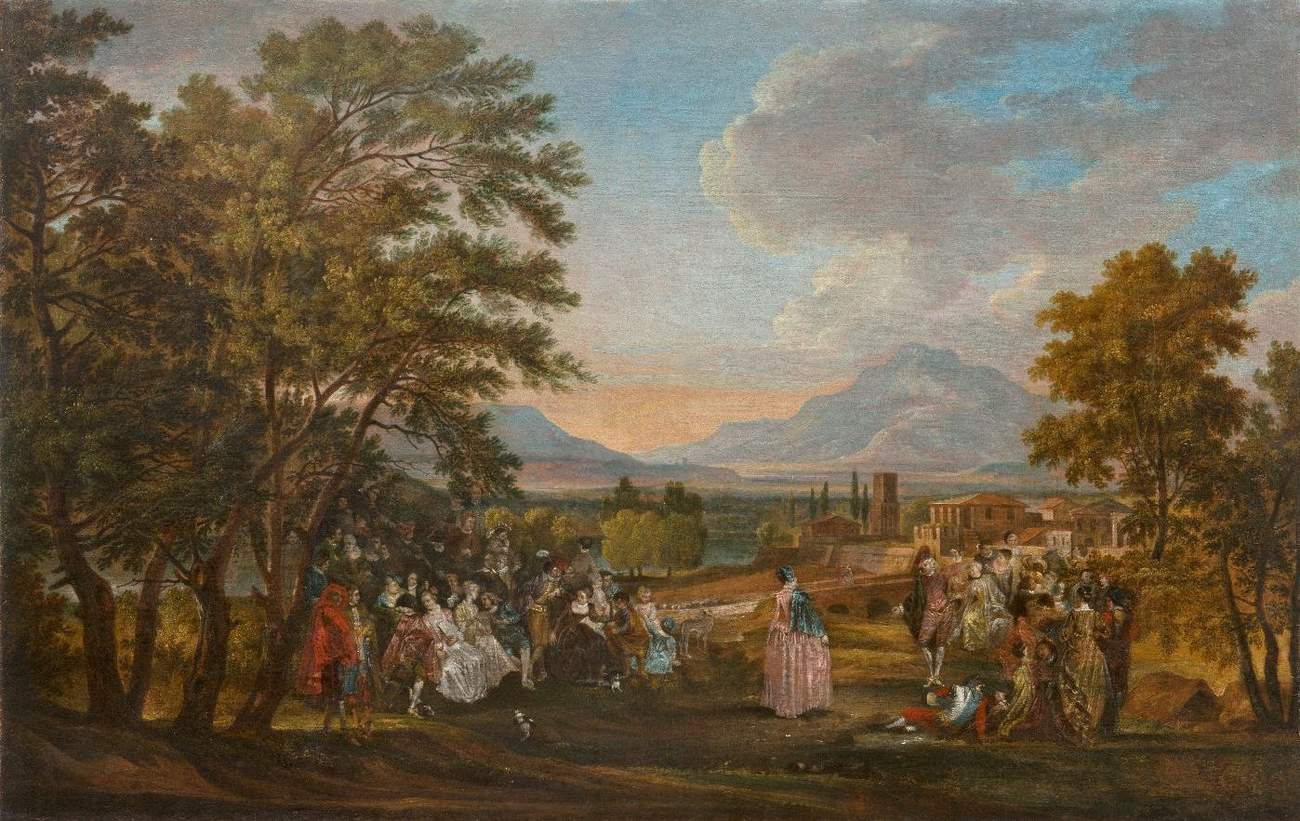
Menuet w parku (lata 60. XVIII wieku)
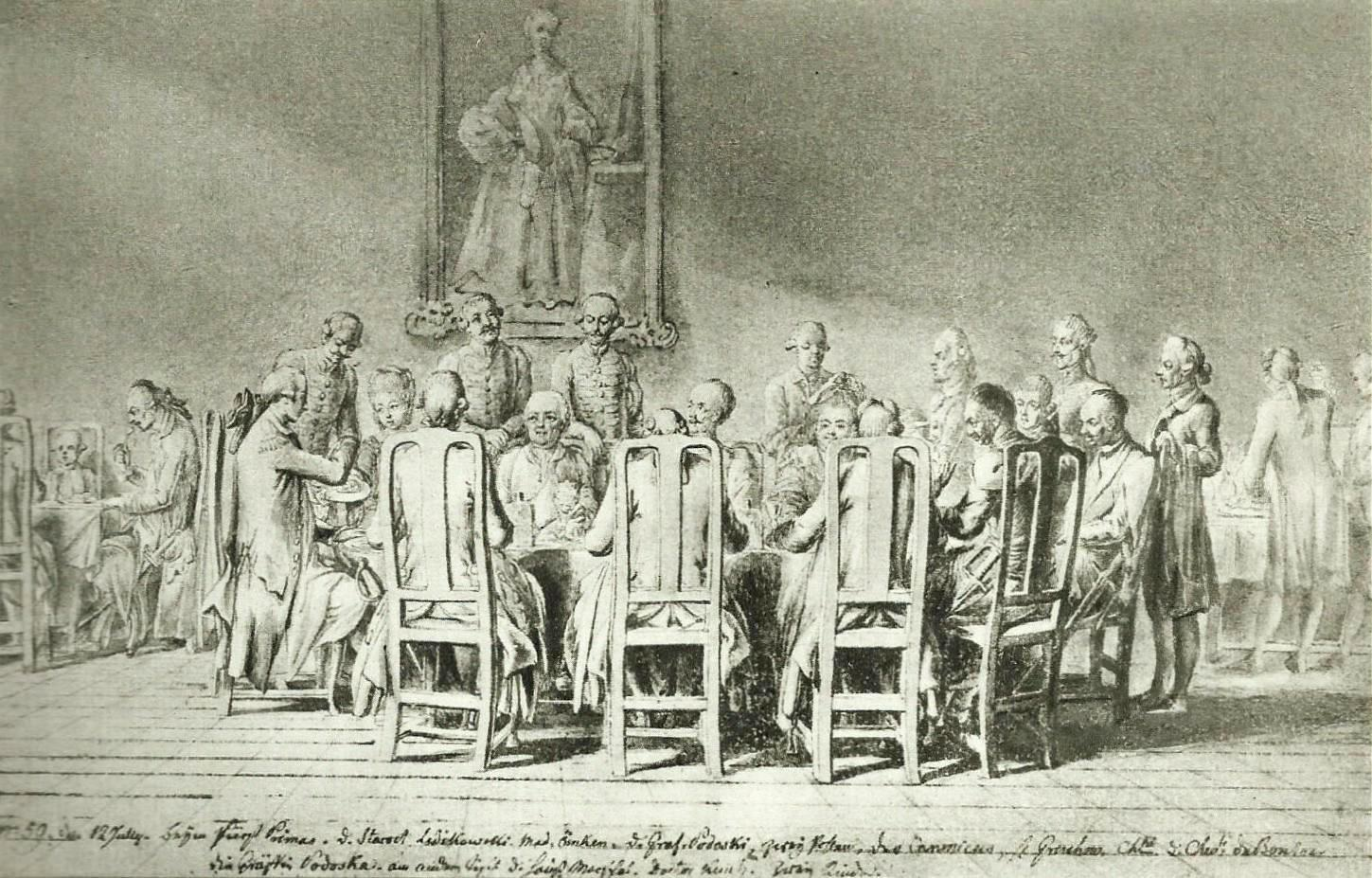
Obiad ceremonialny u prymasa Podoskiego (1773)
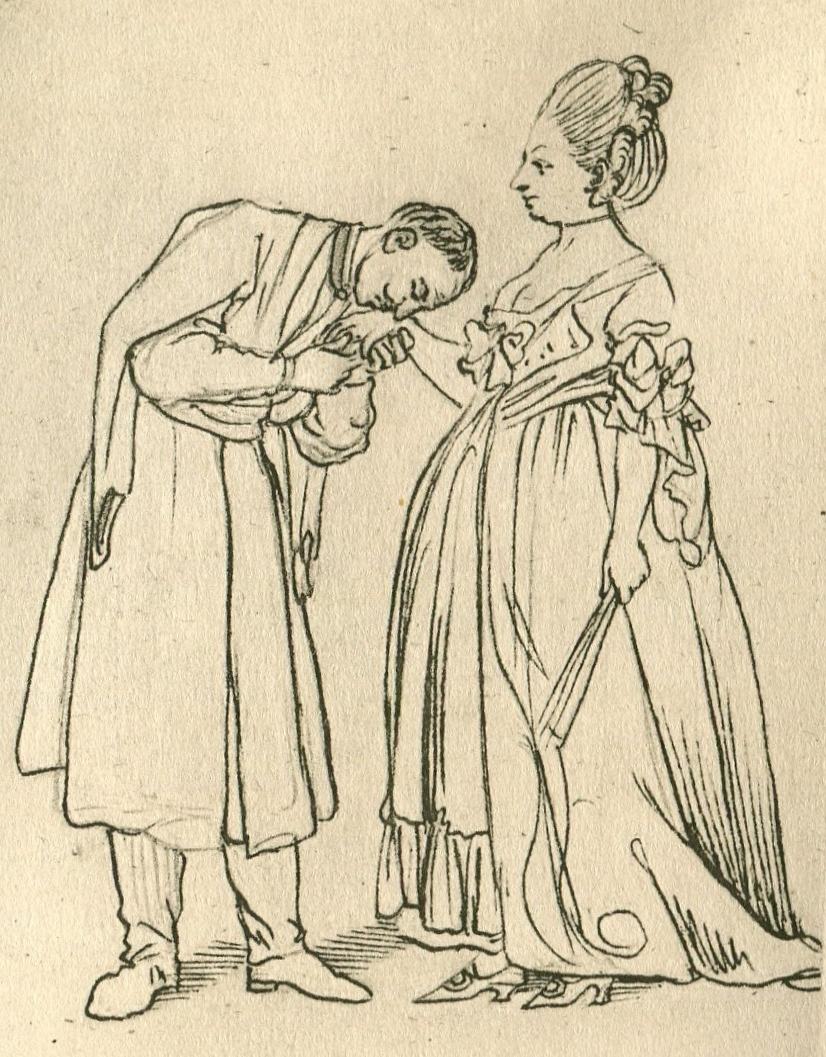
Starosta Ledóchowski całuje dłoń hrabiny Podoskiej (1773)
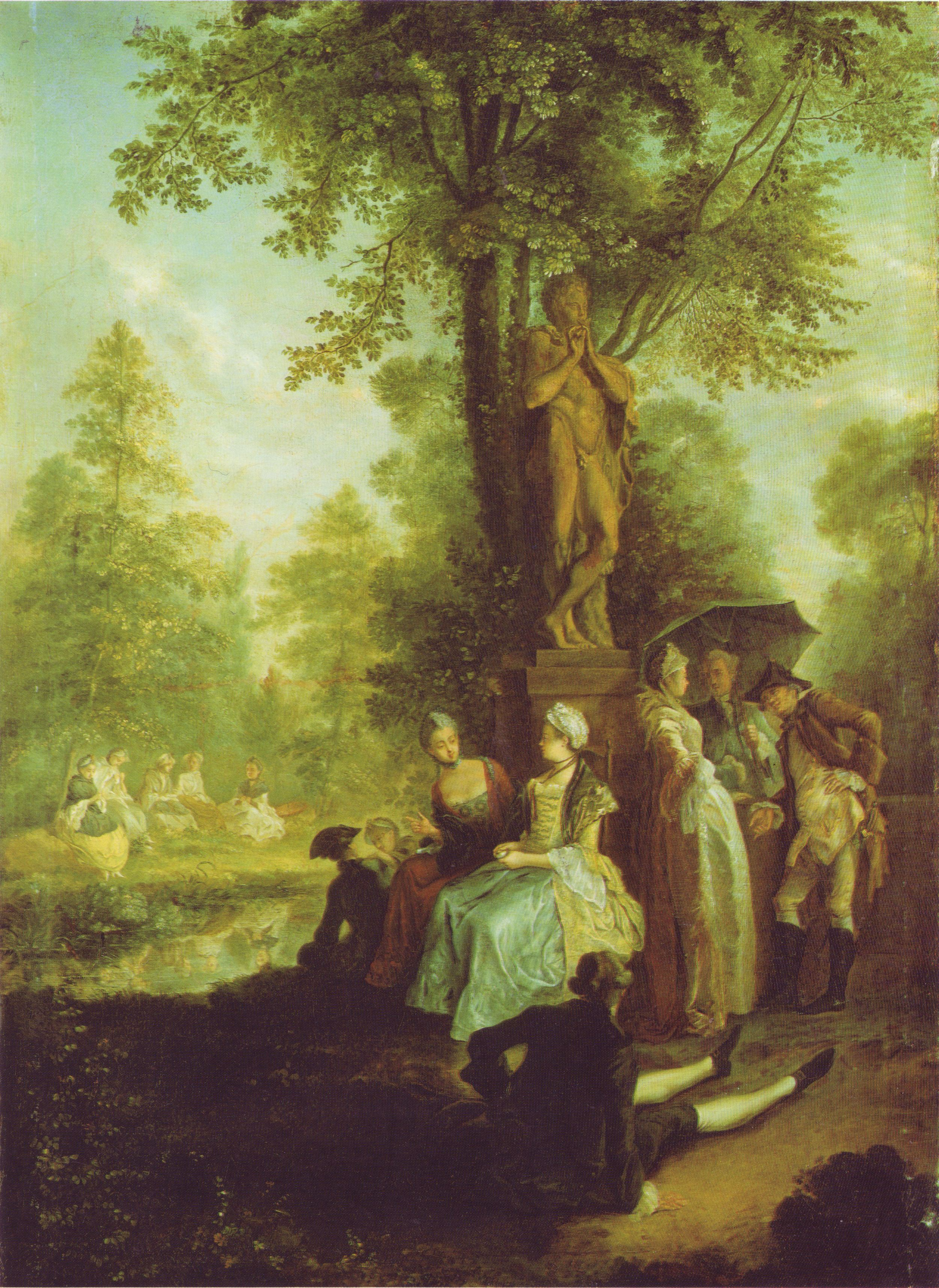
Scena rodzajowa w Tiergarten (1780)
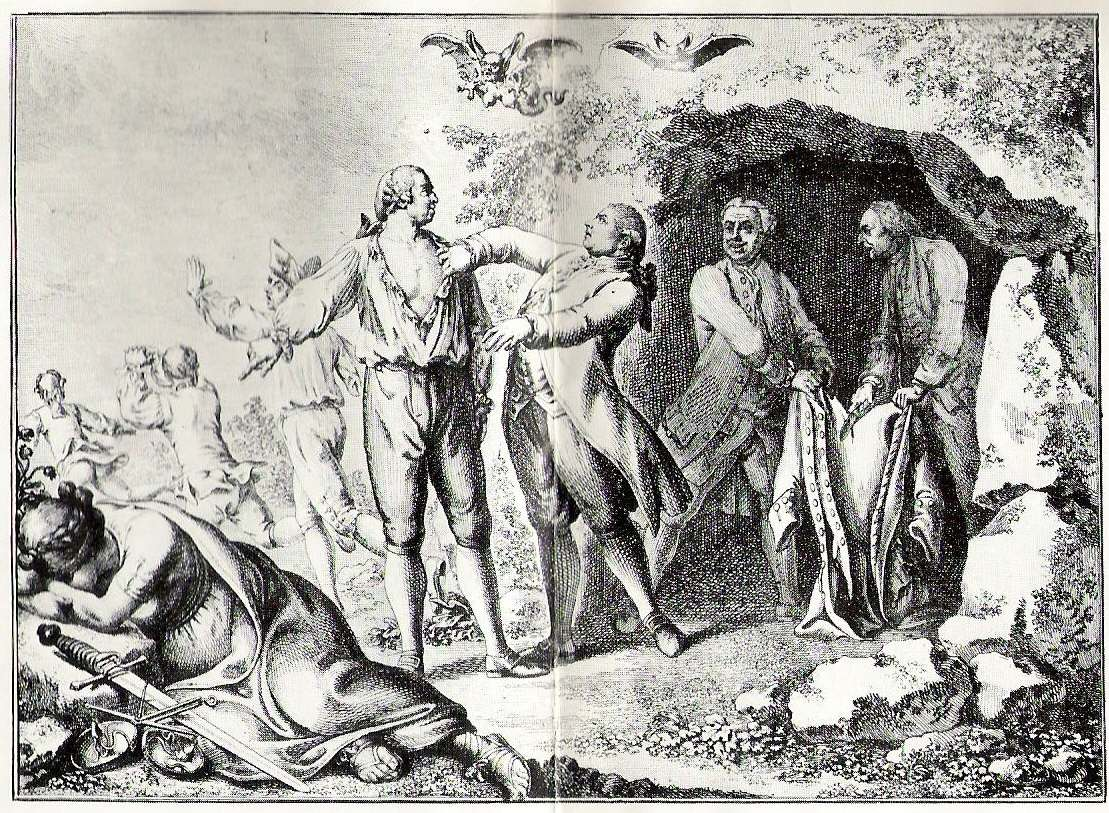
Rozbiór Polski (1781)
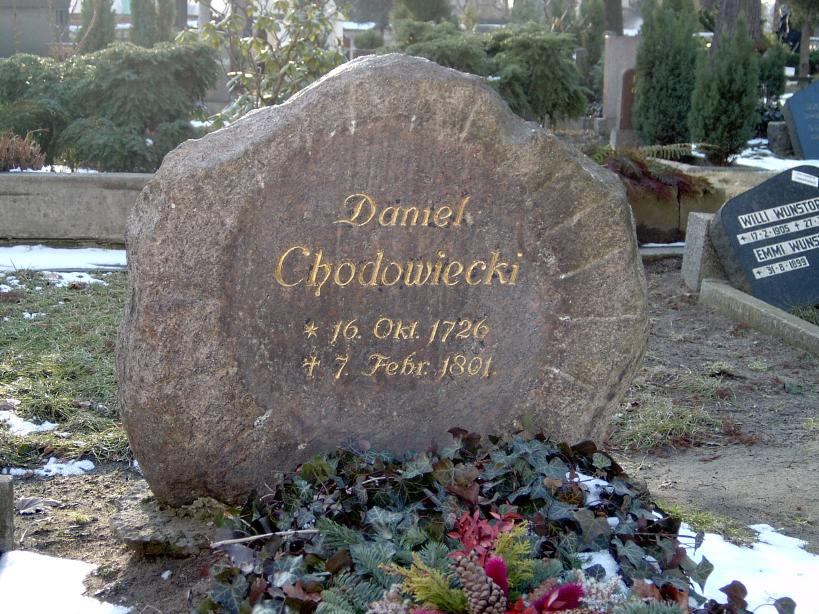
Grób malarza na cmentarzu francuskim (niem. Französischer Friedhof) w Berlinie

## Literatura dodatkowa
- Zygmunt Batowski: Chodowiecki Daniel. W: Polski Słownik Biograficzny. T. 3: Brożek Jan – Chwalczewski Franciszek. Kraków: Polska Akademia Umiejętności – Skład Główny w Księgarniach Gebethnera i Wolffa, 1937, s. 373–375. Reprint: Zakład Narodowy im. Ossolińskich, Kraków 1989, ISBN 83-04-03291-0.